# Liste der burkinischen Außenminister
Diese Liste der burkinischen Außenminister listet alle burkinischen Außenminister seit 1960 auf.

## Obervolta(1960–1984)
| Antritt            | Abgang           | Außenminister     | Leben     | Partei                       | Regierung                                                                  |
| ------------------ | ---------------- | ----------------- | --------- | ---------------------------- | -------------------------------------------------------------------------- |
| 5. August 1960     | 1960             | Maurice Yaméogo   | 1921–1993 | Union Démocratique Voltaique | Regierung Yaméogo                                                          |
| 1. Januar 1961     | 8. Januar 1966   | Lompolo Koné      | 1921–1974 |                              | Regierung Yaméogo                                                          |
| 8. Januar 1966     | 6. April 1967    | Sangoulé Lamizana | 1916–2005 | Union Démocratique Voltaique | Regierung Lamizana I                                                       |
| 6. April 1967      | 22. Februar 1971 | Malick Zoromé     | 1935–2012 |                              | Regierung Lamizana I                                                       |
| 22. Februar 1971   | 8. Februar 1974  | Joseph Conombo    | 1917–2008 |                              | Regierung Gérard Kango Ouédraogo                                           |
| 11. Februar 1974   | 9. Februar 1976  | Saye Zerbo        | 1932–2013 |                              | Regierung Lamizana II                                                      |
| 9. Februar 1976    | 13. Januar 1977  | Alfred Kabore     | * 1939    |                              | Regierung Lamizana II                                                      |
| 13. Januar 1977    | 7. Dezember 1980 | Moussa Kargougou  | 1926–1997 |                              | Regierung Lamizana II, Regierung Conombo                                   |
| 7. Dezember 1980   | September 1982   | Félix Tiemtarboum | 1935–2013 |                              | Regierung Saye Zerbo                                                       |
| 30. September 1982 | 4. August 1983   | Michel Kafando    | * 1942    |                              | Regierung Saye Zerbo, Regierung Jean-Baptiste Ouédraogo, Regierung Sankara |
| 24. August 1983    | 4. August 1984   | Hama Arba Diallo  | 1939–2014 |                              | Regierung Sankara                                                          |

## Burkina Faso (seit 1984)
| Antritt            | Abgang            | Außenminister              | Leben     | Partei                                   | Regierung                                          |
| ------------------ | ----------------- | -------------------------- | --------- | ---------------------------------------- | -------------------------------------------------- |
| 1984               | 1986              | Basile Guissou             | * 1949    |                                          | Regierung Sankara                                  |
| 1986               | 1987              | Léandre Bassolé            | * 1946    |                                          | Regierung Sankara                                  |
| 1987               | 1989              | Jean-Marc Palm             |           |                                          | Regierung Compaoré                                 |
| 1989               | 1989              | Issou Go                   |           |                                          | Regierung Compaoré                                 |
| 21. September 1989 | 26. Juli 1991     | Prosper Vokouma            | * 1955    |                                          | Regierung Compaoré                                 |
| 26. Juli 1991      | 1992              | Issa Dominique Konaté      | * 1953    |                                          | Regierung Compaoré                                 |
| 20. Juni 1992      | 22. März 1994     | Thomas Sanon               | * 1947    |                                          | Regierung Youssouf Ouédraogo                       |
| März 1994          | Februar 1999      | Ablassé Ouedraogo          | * 1953    |                                          | Regierung Kaboré, Regierung Kadré Désiré Ouédraogo |
| Januar 1999        | Juni 2007         | Youssouf Ouédraogo         | 1952–2017 | Congrès pour la démocratie et le progrès | Regierung Kadré Désiré Ouédraogo, Regierung Yonli  |
| 10. Juni 2007      | 2008              | Djibril Bassolé            | * 1957    |                                          | Regierung Zongo                                    |
| 3. September 2008  | 21. April 2011    | Alain Yoda                 | * 1951    | Congrès pour la démocratie et le progrès | Regierung Zongo                                    |
| 2011               | Oktober 2014      | Djibril Bassolé            | * 1957    |                                          | Regierung Tiao                                     |
| 23. November 2014  | 19. Juli 2015     | Michel Kafando             | * 1942    |                                          | Regierung Zida                                     |
| 20. Juli 2015      | Januar 2016       | Moussa Nébié               | * 1959    |                                          | Regierung Zida                                     |
| 12. Januar 2016    | 8. Dezember 2021  | Alpha Barry                | * 1970    |                                          | Regierung Thieba, Regierung Dabiré                 |
| 13. Dezember 2021  | 24. Januar 2022   | Rosine Sori-Coulibaly      | * 1958    |                                          | Regierung Lassina Zerbo                            |
| 5. März 2022       | 17. Dezember 2023 | Olivia Rouamba             |           |                                          | Regierung Ouédraogo, Regierung Tambèla             |
| 17. Dezember 2023  | amtierend         | Karamoko Jean-Marie Traoré | * 1972    |                                          | Regierung Tambèla                                  |